# Lazy Games
Lazy Games — компанія, що спеціалізується на розробці та локалізації зарубіжних ігрових проектів. Була заснована в 2004 році групою ентузіастів дитячих ігор та квестів.
Безліч локалізованих компанією ігор отримували позитивні відгуки від преси і гравців. Локалізація гри «In Cold Blood» була обрана «локалізацією року» найбільшим ігровим ресурсом Absolute Games, а озвучення гри «Dreamfall: Нескінченна подорож» було визнано настільки вдалим у плані акторської гри і кастингу акторів, що перевершує в цьому плані оригінальну англійську версію. 
У якости локалізатора, компанія працює в основному над квестами, проте, час від часу пробує себе в локалізації комп'ютерних ігор інших жанрів. Lazy Games активно співпрацює з видавничими компаніями Новий Диск, 1С та Бука, а також розробляє власні комп'ютерні ігри.

## Випущені гри

### Як розробник
- 2004 — Особливості національної риболовлі
- 2005 — Маски-шоу
- 2005 — Мама не горюй
- 2007 — Три маленькі білі мишки: Візит морського щура
- 2007 — Пригоди бравого солдата Швейка
- 2007 — Три маленькі білі мишки: День народження морського щура

### Як локалізатор
- 2000 — In Cold Blood
- 2005 — Stubbs the Zombie in Rebel without a Pulse
- 2005 — X3: Возз'єднання 2.0
- 2006 — Still Life
- 2006 — Dreamfall: Нескінченна подорож
- 2007 — Paradise
- 2007 — Runaway 2: Сни Черепахи
- 2007 — Wildlife Park 2: Веселий зоопарк
- 2007 — Stranglehold
- 2007 — Відьмак (тільки стадія озвучування)
- 2007 — Шерлок Холмс і Секрет Ктулху
- 2008 — Шерлок Холмс проти Арсена Люпена
- 2008 — Ghost In The Sheet: Територія примари
- 2008 — 007: Квант милосердя
- 2008 — X3: Земний конфлікт
- 2008 — Б. Сокаль. Sinking Island
- 2008 — Lost. Залишитися в живих (Lost: Via Domus)
- 2008 — Герой
- 2008 — Wanted! Дико Західна пригода (Fenimore Fillmore's Revenge)
- 2008 — eXperience112
- 2009 — FEAR 2: Project Origin
- 2009 (локалізація закінчена, дата видання гри невідома) — Шерлок Холмс проти Джека Різника
- 2009 — Batman: Arkham Asylum
- 2010 — Runaway 3: Поворот долі
- 2010 — Чорне дзеркало 2
- 2010 — Gray Matter

Повний список ігор доступний на сайті компанії.